# Wolmido
Wolmido  (koreanisch 월미도), auch Wŏlmido oder Wŏlmi-do, ist eine Insel vor der Küste von Südkorea. Sie ist der Hafenstadt Incheon vorgelagert, hat eine Fläche von 1,33 km² und dient mit einem zentralen Park und diversen Freizeitangeboten als Naherholungsgebiet. Ihr Name („Mondschwanz“) lehnt sich mutmaßlich an ihre Form an, die an einen Teil eines Halbmonds erinnert. Administrativ gehört sie zum Bezirk Jung (중구).

## Geographie
Die Insel besteht im Wesentlichen aus einem aus dem Wasser aufragenden Berg, dessen Gipfel sich 108 m über die umliegenden Bucht erhebt. Er bildet mit einer Fläche von 0,62 km² die historische Grundfläche der Insel. Durch Aufschüttungen im Zusammenhang mit der Entwicklung von Incheon zur Freihandelszone und Wirtschaftsmetropole hat sich die Fläche von Wolmido seit den 1970er Jahren nahezu verdoppelt.

## Klima
Genau wie in Incheon herrscht auf Wolmido, verglichen mit dem Süden des Landes, ein relativ trockenes Klima. Es fallen im Durchschnitt nur 1152 mm Regen pro Jahr. Es gibt durchschnittlich 101 Regentage pro Jahr, an 22 weiteren Tagen fällt Schnee und an etwa 49 Tagen im Jahr herrscht Nebel vor (besonders im Juli). Die Durchschnittstemperatur beträgt 11,9 °C, wobei der Januar mit −3,1 °C der kälteste und der August mit 24,9 °C der wärmste Monat ist. Regelmäßig wird die Region auch von Taifunen bzw. deren Ausläufern heimgesucht.

## Geschichte
Wolmidos Geschichte ist eng mit der von Incheon verknüpft. Archäologische Funde legen nahe, dass in der Region schon seit der Jungsteinzeit Menschen leben.
Am 9. Februar 1904 wurde das Gebiet ein Schauplatz des Russisch-Japanischen Kriegs: Bei einem Ausbruchsversuch aus dem Hafen von Tschemulpo (damaliger Name der Stadt Incheon) gerieten der russische Kreuzer Warjag und das Kanonenboot Korejez in Sichtweite der Insel ins Kreuzfeuer eines japanischen Geschwaders. Beide Schiffe kehrten daraufhin in den Hafen zurück, wo sie von ihren Besatzungen selbst versenkt wurden.
Am 10. September 1950 – während des Koreakriegs – begannen die Streitkräfte der Vereinigten Staaten mit Flugzeugen und Kriegsschiffen ein fünf Tage anhaltendes Bombardement der Insel, die zu diesem Zeitpunkt von nordkoreanischen Truppen besetzt war. Es diente der Vorbereitung der Landung alliierter UN-Truppen in Incheon (Operation Chromite). Unter anderem wurden dabei mindestens 93 Napalmbomben abgeworfen und mehrere hundert Zivilisten kamen ums Leben. Dieses Vorgehen inspirierte den nordkoreanischen Propagandafilm Wolmi Island aus dem Jahre 1982; auch ein Fußballklub in Nordkorea (Wolmido Sports Club) wurde nach der Insel benannt.
Nach der Bombardierung wurde die Insel am Morgen des 15. September 1950 von U.S. Marines der 1st Marine Division eingenommen. In der Folge wurde an der Stelle des heutigen Wolmi-Parks ein militärischer Stützpunkt errichtet, der erst im Vorfeld der Renaturierung des Parks 2001 wieder geräumt wurde.

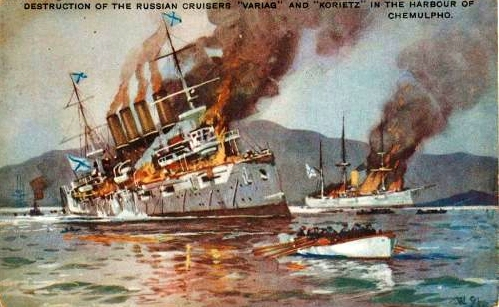
Selbstversenkung von Warjag und Korejez, 1904
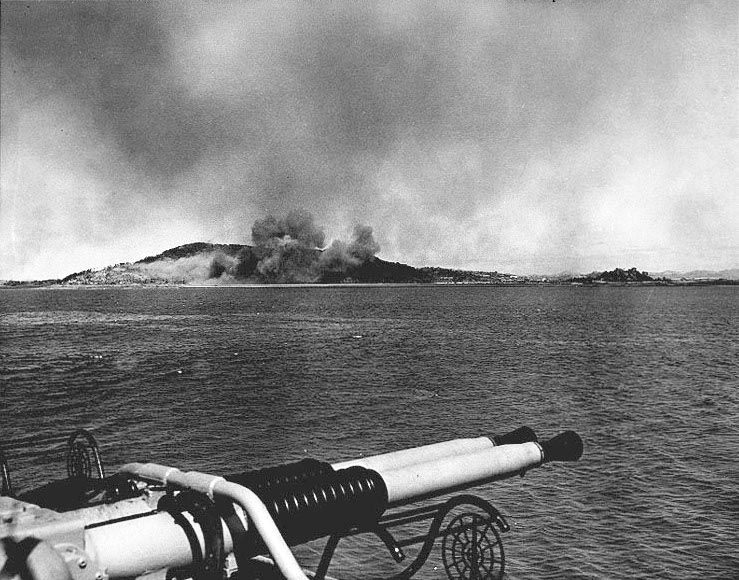
Bombardierung von Wolmido am 13. September 1950 in Vorbereitung auf die Operation Chromite
Karte der militärischen Landung in Incheon
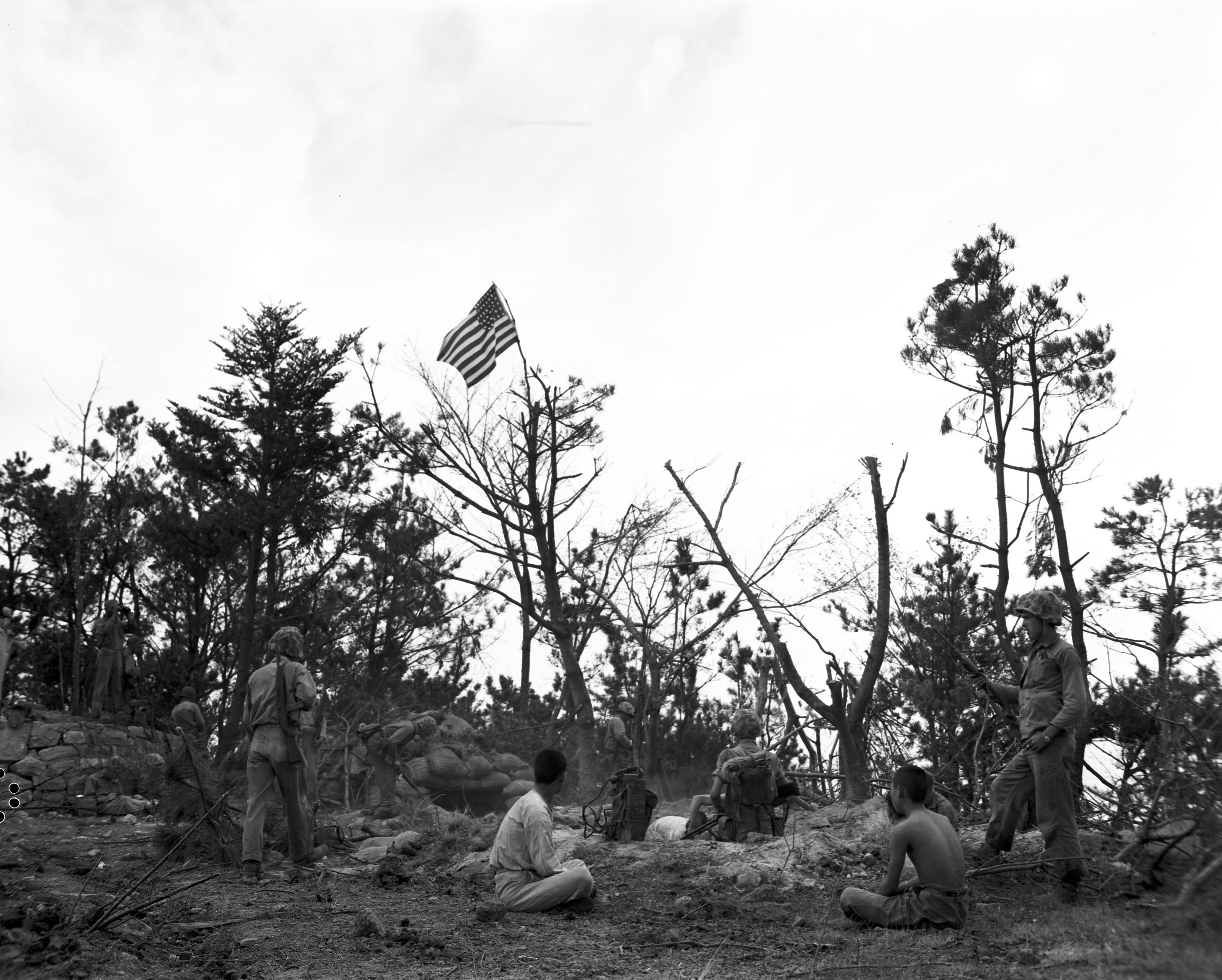
U.S. Marines der 1st Marine Division mit gehisster Flagge auf dem Gipfel von Wolmido, 1950

## Sehenswürdigkeiten
- Wolmisan-Park (월미공원) mit einem traditionellen koreanischen Garten und Aussichtspunkten über den Hafen
- Museum über koreanische Auswanderer[3]
- Promenade mit Unterhaltungs- und Einkaufsmöglichkeiten
- Wolmi-Freizeitpark (ehem. Play Hill)

## Wirtschaft und Infrastruktur
Die Insel ist bereits seit Beginn des 19. Jahrhunderts über einen Damm mit dem Festland verbunden. Seit 1989 besteht darüber hinaus eine vierspurige Schnellstraßenanbindung. Ende 2019 kam dann zur besseren touristischen Erschließung noch eine aufgeständerte Einschienenbahn hinzu (Wolmi Sea Train), welche an das U-Bahn-Netz von Seoul anbindet.

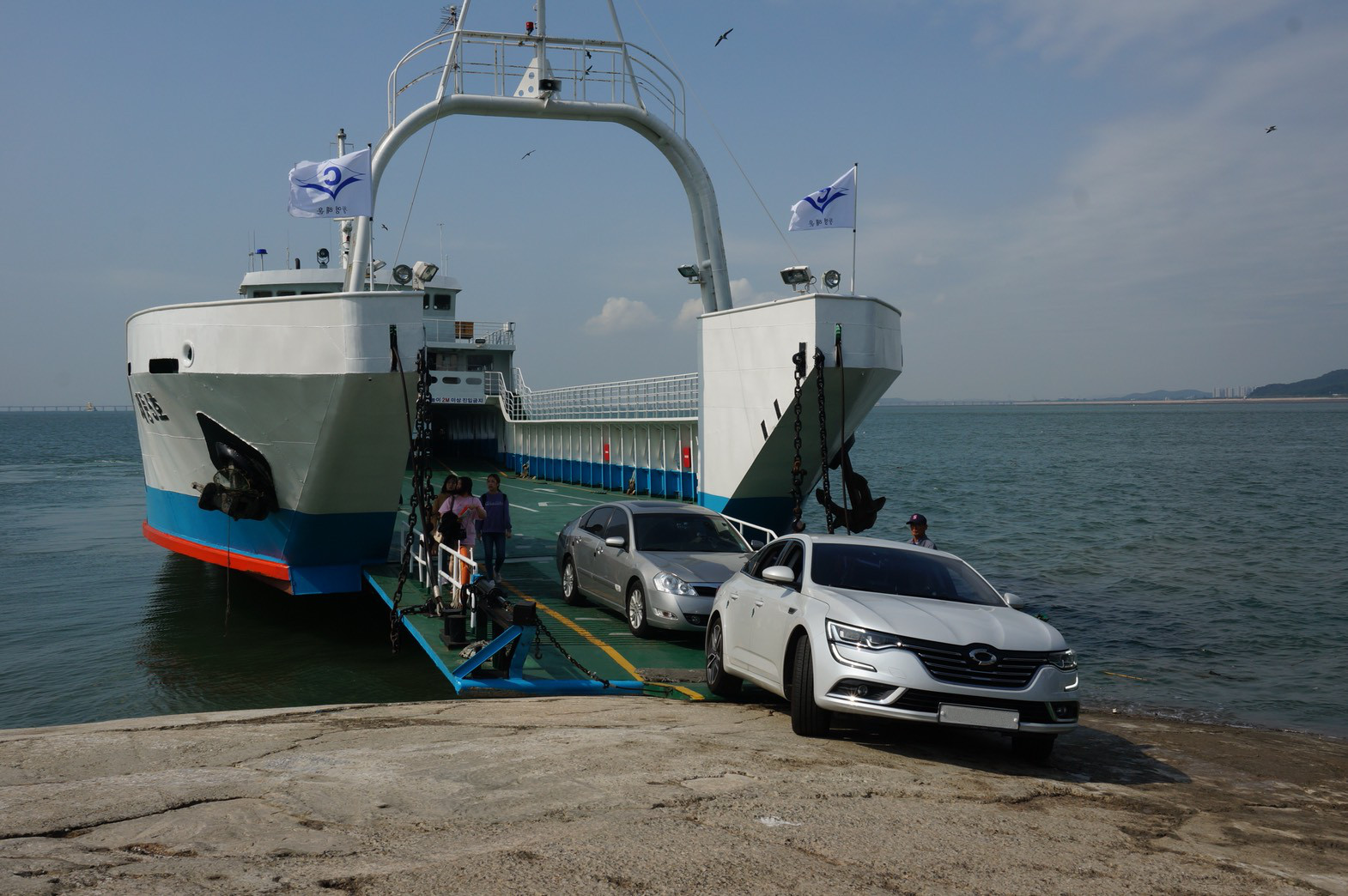
Die Fähre nach Yeongjongdo

Von der Insel aus besteht darüber hinaus eine Fährverbindung zur Nachbarinsel Yeongjongdo mit dem Flughafen Incheon.
Mit dem ausladenden Wolmisan Park, der konsum- und unterhaltungsorientierten Promenade im Westen der Insel und der guten Infrastrukturanbindung dient Wolmido vor allem den Einwohnern von Incheon als Tagesausflugsziel und Naherholungsgebiet. Im Norden der Insel finden sich im Bereich neuer Aufschüttungen Hafenanlagen und im Süden befindet sich die Incheon National Maritime High School (INMHS).